# Alinda
Az Alinda a német eredetű Adelinda női név rövidülése, jelentése: nemes és hársfa, pajzs

## Rokon nevek
Adelinda, Linda

## Gyakorisága
Az újszülötteknek adott nevek körében az 1990-es években szórványosan fordult elő. A 2000-es és a 2010-es években sem szerepelt a 100 leggyakrabban adott női név között.
A teljes népességre vonatkozóan az Alinda sem a 2000-es, sem a 2010-es években nem szerepelt a 100 leggyakrabban viselt női név között.

## Névnapok
december 4.

## Híres Alindák
„Alinda” utónevű személyek szócikkeinek listája a Wikidata alapján